# Noyelles-sur-Sambre
Noyelles-sur-Sambre település Franciaországban, Nord megyében. Lakosainak száma 282 fő (2022. január 1.). Noyelles-sur-Sambre Sassegnies, Taisnières-en-Thiérache, Dompierre-sur-Helpe, Leval, Locquignol és Maroilles községekkel határos.

## Népesség
A település népességének változása:
| Lakosok száma | 304  | 294  | 293  | 278  | 274  | 271  | 273  | 278  | 282  |
|               | 2013 | 2015 | 2016 | 2017 | 2018 | 2019 | 2020 | 2021 | 2022 |